# 投資クラブ
投資クラブ（とうしクラブ）は、数名から20名程度の個人が集まり、投資について学びながら実際に資金を出し合い、合議のうえで投資を進めていく組織で資金をプールして投資する目的で会合を開く個人のグループ。メンバーは通常、投票プロセスと議事録の記録を通じてグループとして投資決定を行うために定期的に会合するか、グループ外で情報を収集して投資取引を行っており  米国では、投資クラブの価値の上限は2,500万ドル で   下限はない。 投資クラブは、会員に市場について学ぶ手段を提供すると同時に、同様の関心を持つ人々と出会い、協力していく。  

## 歴史
人々は何千年もの間グループに投資してきたが、世界初の投資クラブは、1898年にワイルドウェストの時代に安全であるとされる投資がほとんどなかった1898年にテキサスに設立されたと言われている。投資クラブは、ただの牛からリスクを分散させる理想的な方法と見なされていた 。  

## 投資クラブの設立
業界オブザーバーは、将来のメンバーがこれらのガイドラインに従うことを推奨している： 

## 事業の実施
投資クラブを運営するためには、ある程度秩序立った方法でビジネスを行わなければならず、形式のレベルはクラブの種類によって異なり典型的なクラブにはメーリングリスト、Twitterアカウントまたは掲示板を介した非公式のコミュニケーションチャネルがあるが非公式のコミュニケーションチャネルに加えて、投資クラブはビジネスを行うために正式なコミュニケーションチャネルを設定する必要がある。通常は毎月の会議で行われるが典型的な会議の議題には選挙で選ばれた役員がいる組織で期待される通常の活動が生じる。 

## 法的構造

### イギリス
通常、投資クラブは法人化されていない団体でメンバーの貢献は「投資単位」に変換され、その価値は基礎となる投資の価値に応じて増減するがクラブには法人税が課されていないため、会員は利益とキャピタルゲインの分担を個別に会計処理する必要がある。  

### 米国
投資クラブは一般に一般的なパートナーシップとして形成されるが、 有限責任会社、有限責任パートナーシップ、企業または不動産資産をグループ生活信託（家族信託に類似）に譲渡する個人事業主としても形成できるが許容費用を差し引いた後、適格な配当を支払う場合を除き、企業の分配に対する二重課税により、投資クラブは法人税を扱うことができるが、企業構造はパートナーシップよりも望ましくなく通常一般的なパートナーシップでは、単独で納税義務は発生しない代わりに、毎年納税義務がメンバーに引き継がれる。ただし、所得税は通常、適格配当に対する税金よりもはるかに高くなる。 

## 税務上の影響
投資クラブの会計ソフトウェアは、クラブの帳簿の管理と税務申告の準備を容易にすることができます。 

## 参照
1. ↑   reaction freedom innovations group sec.gov
2. ↑   Investment Clubs and the SEC
3. ↑  Dunnan, Nancy (May 1, 2007). How to invest $50-$5,000: the small investor's step-by-step plan for low. Harper Paperbacks; 9th edition. p. 58. ISBN 978-0-06-112982-7
4. ↑  “Investors are slowly joining the club”. The Independent (London). (1995年6月3日)
5. ↑  Barns, Roger (September 1990). Black Enterprise, Personal Finance. pp. 34–35
6. ↑  HMRC guidance on investment clubs: https://www.gov.uk/hmrc-internal-manuals/capital-gains-manual/cg20600